# Isagoge

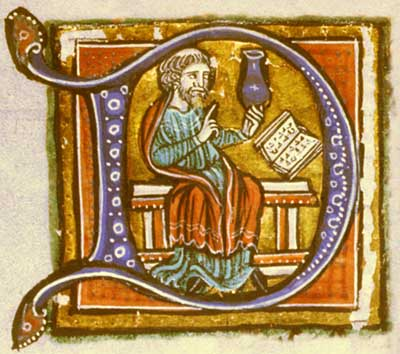
Iluminura do manuscrito da Isagoge atribuído a Hunayn ibn-Ishaq al-'Ibadi.

Isagoge (em grego clássico εἰσαγωγή, eisagogé: introdução) é a tradução latina feita por Boécio da obra Introductio in Praedicamenta do escritor e filósofo grego Porfírio (século III), obra que também aparece por vezes referida por Quinque voces (Cinco vocábulos) ou Quinque voces Porphyrii. Trata-se de uma curta introdução, de carácter pedagógico, ao estudo das Categorias de Aristóteles. O texto teve uma profunda influência na Filosofia medieval europeia e inspirou diversas obras com o nome Isagoge, chegando mesmo a designar genericamente a introdução ao estudo da filosofia aristoteliana e o nome da disciplina onde esse estudo era feito. Isagoge (por vezes grafada Ysagoge) é também o título de múltiplas obras de vários autores, provavelmente a mais famosa das quais é a Isagoge atribuída a Boncompagni, nome pelo qual ficou conhecido Boncompagno da Signa (1194-1243).

## Análise da obra
Na sua Introductio in Praedicamenta, a famosa Isagoge, Porfírio descreve como as qualidades atribuídas às coisas podem ser classificadas, quebrando o conceito filosófico da substância como um genus/espécie. Com isso, Porfírio pôde incorporar a lógica aristotélica ao neoplatonismo, especialmente a doutrina das categorias do ser interpretada em termos de entidades.
Porfírio descreve no Isagoge cinco princípios filosóficos, interligados por uma lógica de sucessiva subordinação numa verdadeira árvore taxonómica, que ficaram conhecidos por predicados:
1. Género (grego clássico: γένος (génos), latim genus)
2. Espécie (grego clássico: εἶδος (eîdos), latim species)
3. Diferença (grego clássico: διαφορά (diaphorá), latim differentia)
4. Próprio (grego clássico: ἴδιον (ídion), latim proprium)
5. Acidente (grego clássico: συμβεβεκός (symbebekós), latim accidens).

A partir da Isagoge e em ligação estrita com a visão de Porfírio dos conceitos de Aristóteles foi produzida na Idade Média europeia uma construção metafórica conhecida por Árvore de Porfírio (arbol porphyriana), que ilustra a sua classificação lógica da substância. Nela, os conceitos de Porfírio, são apresentados como subordinando-se logicamente, partindo dos mais gerais até chegar aos menos extensos. A arbol porphyriana deu início ao nominalismo, que animou a filosofia medieval por dez séculos e é uma espécie de antecessora das modernas classificações taxonómicas. Grosso modo, ela pode ser assim esquematizada neste exemplo:
- Substância - Pode ser corporal ou incorporal
  - Corpo- Pode ser animado ou inanimado
    - Vivente - Pode ser sensível ou insensível
      - Animal - Pode ser racional ou irracional
        - Racional - O homem.

Outra analogia com a classificação sistemática de géneros e espécies num árvore recursiva hierarquizada da arbor porphyriana, que na realidade está na base do conceito, é a forma como se organizam as rotinas a seguir numa aplicação informática concebida com base numa técnica de programação orientada por objectos.
A arbor porphyriana é também utilizada como ferramenta conceptual na discussão de problemas filosóficos para os quais seja útil o recurso a uma estruturação hierarquizada de categorias, tais como as discussão da hierarquia de conceitos em Metafísica e na discussão dos aspectos espistemológicos e ontológicos do problema dos universais em áreas como a Psicologia cognitiva ou a Cosmologia.
A sua discussão foi iniciada por Anicius Manlius Severinus Boëthius, mais conhecido na literatura lusófona por Boécio, que traduziu do grego para o latim e comentou por duas vezes o Isagoge.
A partir dessas e de outras traduções latinas, que também apareceram com o título Quinque voces, a Isagoge na versão de Boécio passou a ser o mais conhecido e influente manual de introdução ao estudo da lógica aristotélica, exercendo uma profunda influência sobre o pensamento medieval europeu. A sua influência foi ainda acrescida quando apareceu em Damasco, por volta do ano 900, uma tradução para a língua árabe, da autoria de Abu 'Uthman ad-Dimashqi, que introduziu o estudo da lógica aristotélica no então florescente círculo intelectual islâmico. São conhecida outras traduções medievais para latim, sírio e arménio. Conhecem-se também cerca de vinte comentários à obra, a qual atingiu o seu apogeu por volta do século XII, quando era considerada o principal texto de estudo filosófico.